# 호조 후미야
호조 후미야(일본어: 北條 史也, 1994년 7월 29일 ~ )는 일본의 프로 야구 선수이며, 현재 센트럴 리그인 한신 타이거스의 소속 선수(내야수)이다.

## 인물

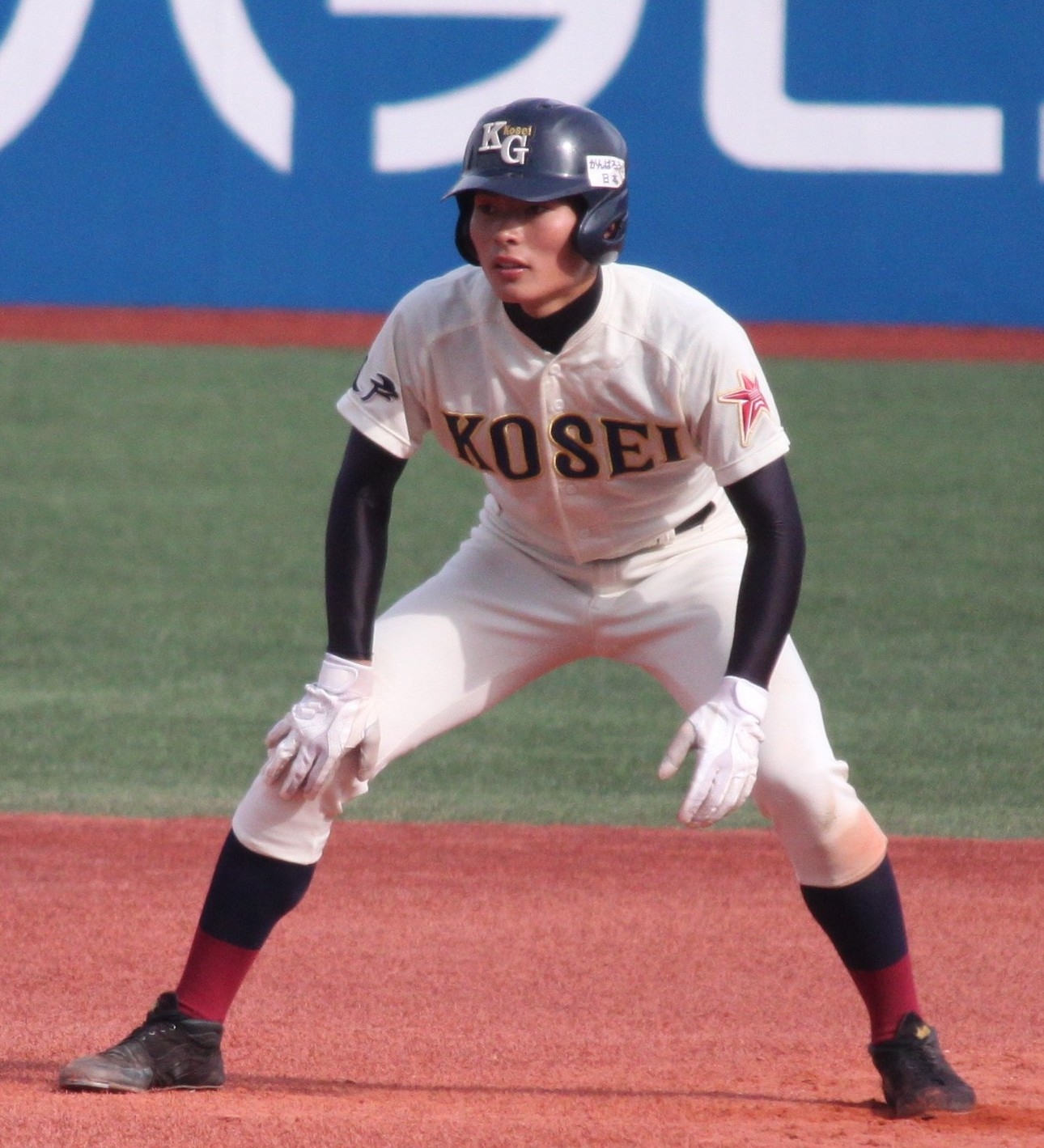
고세이가쿠인 시절

초등학교 4학년 때부터 야구를 시작했으며 미키타 중학교 시절에는 ‘올 사야마 보이즈’에 소속되어 있었다. 히후미 신타가 중학교 선배였다.
고세이가쿠인 고등학교에서는 1학년 때는 벤치를 지켰으나 2학년 여름 때는 제93회 전국 고등학교 야구 선수권 대회에 출전해 팀 최다 타이 기록인 8타점을 기록하며 팀의 준우승을 견인했다. 메이지 진구 야구 대회에서는 타율 4할 5푼 5리, 1홈런, 7타점의 활약으로 대회 우승에 기여했다. 가미무라가쿠엔 고등학교와의 경기에서는 대회 사상 첫 역전 끝내기 만루 홈런을 날리기도 했다. 제94회 전국 고등학교 야구 선수권 대회에서는 한 대회 4홈런을 날리는 등 4번 타자로 대활약했다. 하지만 결승전에서는 후지나미 신타로가 이끄는 오사카도인 고등학교를 상대로 4타수 무안타 2삼진을 기록하며 준우승에 그쳤다. 고세이가쿠인 고등학교가 2011년 하계, 2012년 춘계, 2012년 하계 대회를 3대회 연속 준우승을 기록하는 동안 팀의 주포로서 활약했으며 고교 통산 25홈런을 기록했다.
제25회 AAA 세계 야구 선수권 대회에도 출전하였으며 2012년 신인 드래프트 회의에서 한신 타이거스로부터 후지나미에 이어 2순위로 지명받아 입단하였다. 등번호는 2번.
2013년 시즌에는 웨스턴 리그에서 유격수로 84경기에 출장하여 타율 .199 1홈런 20타점을 기록했고, 수비에서는 18실책을 기록했다. 10월 7일에 미야자키현에서 개막한 피닉스 리그에 참가해 유격수 뿐만 아니라 2루수와 3루수로도 실전 경험을 쌓으며 다음 시즌의 출장 기회 증가를 목표로 삼았다.

## 상세 정보

### 출신 학교
- 고세이가쿠인 고등학교

### 선수 경력
- 한신 타이거스(2013년 ~ )

### 등번호
- 2(2013년 ~ )